# Borsa de Bahrain
La Borsa de Bahrain (BSE) va ser establerta el 1987 pel Decret Amiri No.(4) i oficialment va començar operacions el 17 de juny de 1989, amb 29 empreses. Vavui dia inclou cinquanta empreses. La BSE opera com una institució autònoma supervisada per una junta directiva independent, presidida pel Governador del Banc Central de Bahrain. El BSE té pre-sessions de mercat de 9:15am a 9:30am i sessions de comerç normal entre les 9:30am i les 1pm, de diumenge a dijous, excepte les vacances. Hi ha tres índexs que segueixen el BSE: el Bahrain All share Índex de Participació, el Dow Jones Bahrain i l'Estirad Índex.